# Сабанец
Сабанец — река в России, протекает по Сивинскому и Верещагинскому районам Пермского края. Длина реки составляет 20 км.
Начинается на восточной окраине деревни Чикули, течёт в самых верховьях на восток, затем поворачивает на юг. Протекает через деревни Шамары, Вахрамеево, Шубничата, Баранники и Верхние Шабуры, местами также через лес. Устье реки находится в 6,7 км по левому берегу реки Сепыч.
Основные притоки — Медведица (лв), Ящерица (пр), Сутяга (пр).
В прибрежном обнажении реки в 1927 году был найден скелет мамонта.

## Данные водного реестра
По данным государственного водного реестра России относится к Камскому бассейновому округу, водохозяйственный участок реки — Кама от города Березники до Камского гидроузла, без реки Косьва (от истока до Широковского гидроузла), Чусовая и Сылва, речной подбассейн реки — бассейны притоков Камы до впадения Белой. Речной бассейн реки — Кама.
Код объекта в государственном водном реестре — 10010100912111100009523.